# Nieuw-Lekkerland
Nieuw-Lekkerland és un antic municipi de la província d'Holanda del Sud, al sud dels Països Baixos. L'1 de gener del 2009 tenia 9.485 habitants repartits sobre una superfície de 12,77 km² (dels quals 2,35 km² corresponen a aigua). Limitava al nord amb Nederlek i Liesveld, a l'oest amb Ridderkerk i al sud amb Alblasserdam i Graafstroom.
L'1 de gener de 2013 es va fusionar amb Graafstroom i Liesveld, creant el nou municipi de Molenwaard.

## Ajuntament
| Resultats de les eleccions locals | Resultats de les eleccions locals | Resultats de les eleccions locals | Resultats de les eleccions locals | Resultats de les eleccions locals | Resultats de les eleccions locals | Resultats de les eleccions locals | Resultats de les eleccions locals | Resultats de les eleccions locals |
| Partit                            | %                                 | %                                 | %                                 | %                                 | Regidors                          | Regidors                          | Regidors                          | Regidors                          |
|                                   | 1994                              | 1998                              | 2002                              | 2006                              | 1994                              | 1998                              | 2002                              | 2006                              |
| --------------------------------- | --------------------------------- | --------------------------------- | --------------------------------- | --------------------------------- | --------------------------------- | --------------------------------- | --------------------------------- | --------------------------------- |
| PvdA                              | 28,0                              | 31,7                              | 26,6                              | 32,8                              | 4                                 | 4                                 | 4                                 | 4                                 |
| SGP                               | 22,3                              | 22,9                              | 26,1                              | 25,0                              | 3                                 | 3                                 | 3                                 | 3                                 |
| ChristenUnie                      | 17,7                              | 19,3                              | 21,9                              | 22,1                              | 2                                 | 3                                 | 3                                 | 3                                 |
| VVD                               | 20,6                              | 16,0                              | 16,8                              | 10,4                              | 3                                 | 2                                 | 2                                 | 2                                 |
| CDA                               | 11,4                              | 10,1                              | 8,6                               | 9,7                               | 1                                 | 1                                 | 1                                 | 1                                 |
| Total                             | 78,7                              | 80,8                              | 77,7                              | 77,5                              | 13                                | 13                                | 13                                | 13                                |